# هيلين تافت
هيلين تافت (بالإنجليزية: Helen Taft)‏ ولدت في ( 2 يونيو 1861م - وتوفيت في 22 مايو 1943م )، زوجة رئيس الولايات المتحدة السابع والعشرين ويليام هوارد تافت، والسيدة أولى للولايات المتحدة الأمريكية من 1909 حتى 1913.

## روابط خارجية
- هيلين تافت على موقع الموسوعة البريطانية (الإنجليزية)
- هيلين تافت على موقع إن إن دي بي (الإنجليزية)